# Vối gân mạng
Vối gân mạng (danh pháp khoa học: Syzygium retinervium) là một loài thực vật có hoa trong Họ Đào kim nương. Loài này được (Merr. & L.M.Perry) Craven & Biffin mô tả khoa học đầu tiên năm 2006.